# Erlend Segberg
Erlend Segberg, né le 12 avril 1997 à Kristiansand en Norvège, est un footballeur norvégien qui évolue au poste de milieu défensif au FC Trapani 1905.

## Biographie

### En club
Né à Kristiansand en Norvège, Erlend Segberg est formé au FK Vigør (en), avant d'entamer sa carrière à l'IK Start, qu'il rejoint en janvier 2015.
Le 8 novembre 2020, il se met en évidence en étant l'auteur d'un doublé en Eliteserien, lors de la réception de Sarpsborg, permettant à son équipe de l'emporter 3-2.
Le 16 février 2021, Erlend Segberg signe en faveur du Aalesunds FK, pour un contrat de trois ans. Il joue son premier match sous ses nouvelles couleurs le 15 mai 2021, lors de la première journée de la saison 2021 face au Bryne FK. Il est titularisé et porte le brassard de capitaine lors de cette rencontre remportée par son équipe sur le score de deux buts à un.
Segberg inscrit son premier but pour le club le 22 juin 2021, lors d'une rencontre de championnat face au Stjørdals-Blink Fotball. Titularisé, il participe à la victoire de son équipe par cinq buts à un.
Après la relégation de l'Aalesunds FK à l'issue de la saison 2023, Erlend Segberg décide de continuer en première division alors il quitte le club et signe le 12 mars 2024 avec le Fredrikstad FK, tout juste promu dans l'élite du football norvégien.

### En équipe nationale
Erlend Segberg représente l'équipe de Norvège des moins de 18 ans pour un total de huit matchs, tous disputés en 2015.